# 丸山川
丸山川（まるやまがわ）は、千葉県南房総市を流れる二級河川。旧丸山町の中心河川である。

## 地理
南房総市丸山地区の北端、嶺岡山地中央部愛宕山南西麓の二ツ山に挟まれた谷を水源とする。同じく愛宕山を水源とする愛宕川を合わせた源流部は「千葉県酪農のさと」として公園や観光施設が整備されている。平安時代より軍馬牧場として放牧が盛んであったこの地（峯岡牧）が江戸時代に幕府直轄となり、1728年（享保13年）に八代将軍徳川吉宗がインド産乳牛3頭の飼育を開始し、「白牛酪」として乳製品や傷薬を製造したことが日本における酪農の始まりとされていることから「日本酪農発祥の地」とされ、1963年（昭和38年）5月に千葉県史跡に指定された。
源流部より下流に至るまでの大部分において国道410号が並行する。嶺岡を南流し入宇田川を合わせると西へ流れを変え、北から五反目川・本郷川を合わせてゆく。上流部は蛇行する川に沿って水田や集落が点在しており、徐々に南下して大井下の集落を抜けると再び山間部となり安房中央ダムに至る。ダムを抜けると鯨岡付近で大きく蛇行し、再び南の平野部へと進んでゆく。中下流部においては支流も少なく、東隣を流れる温石川流域及び西隣を流れる平久里川水系山名川流域に挟まれた単独の水田地帯を形成する。河川は蛇行しながら丸山町中心市街を抜けると間もなく太平洋へ至る。河口は白子漁港から和田漁港までの一帯に広がる白渚海岸として海水浴場となっている。
約15kmの流路延長中、安房中央ダム湖北端（新川崎橋やや下）より下流13,878mが千葉県管理の二級河川に指定されている。

## 治水

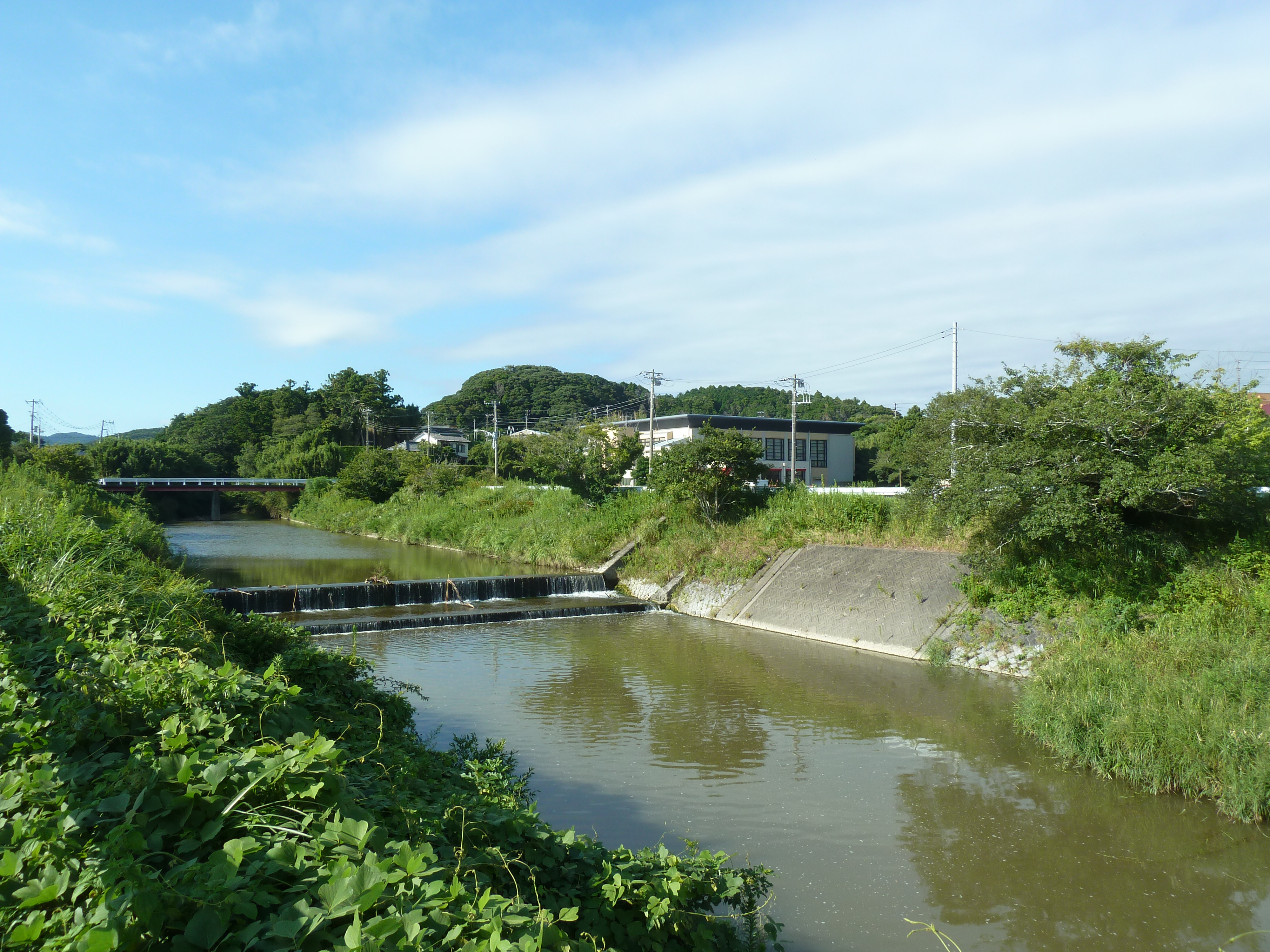
河川改修が行われた岩渕橋付近

### 丸山川の屈曲直し
本格的な河川改修が行われていなかった丸山川では屈曲の著しい箇所が多数あり、戦後間もない昭和20年代に全線大改修を行う基本計画を千葉県が作成検討したものの、予算が莫大であったため実現には至らなかった。その後部分改修に方針が変更され、1954年（昭和29年）度に特に蛇行が激しかった岩渕周辺の延長約400mにつき県営の河川改修工事が実施された。流路を直線化した上で両岸3分の1をブロック積み上げの護岸及び幅4mの道路とし、流砂止めの堰堤を設けた。新河川用地として1.1haが潰地となる一方旧河川敷1.7haが開拓され、旧河川敷及び一部民有地を買収して丸山中学校が建設された。この河川改修及び後述する安房中央ダムの整備以降は下流での河川氾濫はほぼ見られず、部分的な護岸工事が行われるのみとなっている。

### 安房中央ダムと土地改良事業

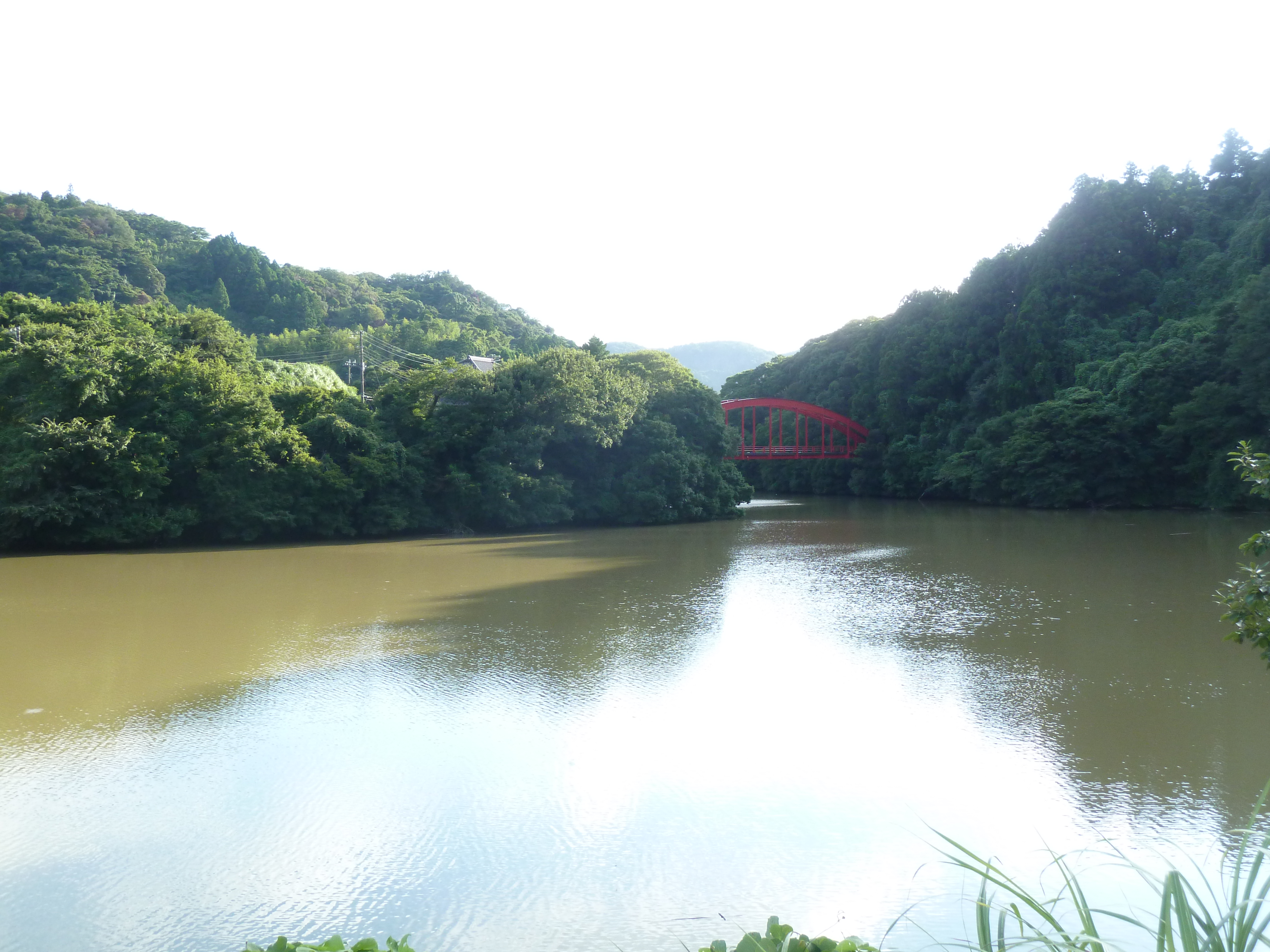
丸山湖（丸山橋より、奥に犬切橋）

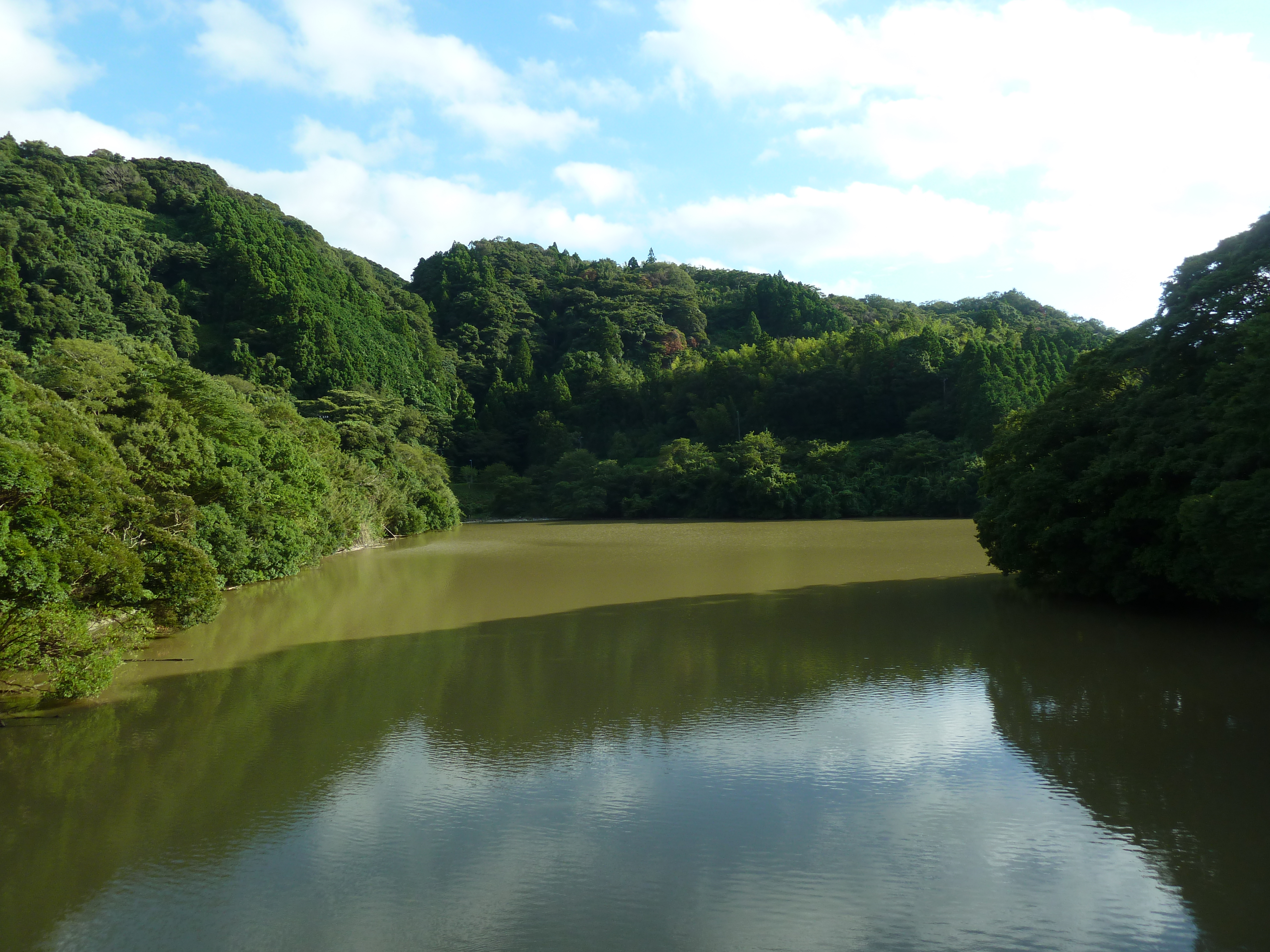
丸山湖（犬切橋より下流方）

現在の館山市及び南房総市にまたがる安房中央地区は、平久里川水系及び本水系の流域に農地が広がっている。房総半島特有の事情として大河川から遠く、周囲は標高の低い丘陵地帯であることから河川流域が狭く、日照りが続けば農業用水が枯渇し旱魃に悩まされることが常であった。1950年代には戦後の食糧増産の流れに合わせて、安定的な農業用水確保のため有志によるダム建設の機運が高まった。1953年（昭和28年）度に安房中央用水改良事業計画が策定されたのを皮切りに、本事業は水源を本河川の丸山町大井地区に求め1956年（昭和31年）に県営丸山ダム（のち安房中央ダム）として採択され、1958年（昭和33年）5月に安房中央土地改良区が館山市にて発足した。農業用水目的のダムで受益面積は全体で1,144.5ha、うち館山市内が821haである。
以降数年間は測量や実施設計、仮排水路や道路付け替え工事等が実施され、76,583m2を用地として買収。1961年（昭和36年）1月21日にダム建設協定書調印を終わり、1964年（昭和39年）度よりダム築堤が着工となった。ダム本体の工事は1970年（昭和45年）度に完了し1971年（昭和46年）秋より貯水開始となり、1972年（昭和47年）12月に満水式を迎えた。一方で受益地へ早期配水するための幹線用水路工事には1969年（昭和44年）度より着手し、総延長27,700mを1973年（昭和48年）度までに整備する計画であった。しかしながら用水路事業の竣工は実際には1979年（昭和54年）3月31日まで遅れ、総事業費は36億6917万円となった。土地改良事業の発足当初は10年計画として推進されたが、以下の理由によって遅れたとされている。
- ダムの予定地域内の住民の反対が強く、用地取得に長期間を要した。
- 地域内にあった県道や農林道の付け替え工事に難航し、計画通り進捗しなかった。
- 用水路工事において実際の地質が悪かったことから中途変更を行い、掘削トンネルにコンクリートで巻き立てを行う等の手間が生じた。
- 国が事業費の半分を補助するところ、一時的に大規模助成が困難となっていた。

この安房中央ダムの整備に並行して、県営圃場整備事業が推進された。事業の発端は、東隣を流れる温石川流域の岩糸地区にて水利活用のための耕地整備要望が出され、単独事業として調査測量を進めていたところ周辺の土地改良区が共同施行を申込み規模が拡大したことによる。1960年代の末頃に石井誠一丸山町長の農業振興施策として、丸山川を境に東西に分けての基盤整備構想を指示したことにより、温石川流域一帯は南三原・岩糸・丸豊の3工区から成る「丸山川左岸地区」となり、1971年（昭和46年）3月31日に県営圃場整備事業実施計画が認可された。7月13日には丸山川左岸土地改良区が設立認可となり事業開始、総施工面積304.5ha・総事業費11億7689万円で最終的に8か年計画の事業となり1978年（昭和53年）3月に工事を完了した。
続いて丸山川右岸地区においても、安房中央ダムの灌漑排水事業施行のため基盤整備の必要が生じ、左岸地区の県営圃場整備事業に刺激を受ける形で1972年（昭和47年）8月12日に採択された。こちらは宮下・沓見の2工区から成り丸山川流域がメインである。1973年（昭和48年）1月26日に着工したが、排水末端となる支流・梅澤川の護岸工事や丸山町負担での橋の架け替えなど災害懸念にかかる難問題を処理しつつ、1983年（昭和58年）3月31日の竣工まで10年余りの事業期間を要した。整地面積258ha・暗渠排水面積151haの規模で、総事業費20億円のうち45%を国庫補助金・30%を県費補助金、残りを農林漁業金融公庫の借入による地元負担で賄った。

## 支流
上流より記載
- 愛宕川
- 入宇田川
- 五反目川
- 本郷川
- 塩井戸川
- 畑川
- 沓見川
  - 梅澤川

## 主な橋
上流より記載
- 嶺岡2号橋
- ○○橋
- 嶺岡1号橋
- 細田橋
- 嶺岡橋 - 国道410号
- 茂沢橋 - 千葉県道89号鴨川富山線
- ○○橋
- ○○橋
- 新大井橋 - 国道410号
- 御嶽橋
- 大井大橋 - 国道410号
- 新川崎橋 - 国道410号
- 堂台橋
- 三ツ塚橋
- 犬切橋（安房中央ダム）
- ○○橋
- 御子神橋 - 国道410号
- 鯨岡橋 - 国道410号
- ○○橋
- 枝郷橋
- 珠原橋
- 宮川橋 - 国道410号
- 宮石橋
- 丸郷橋
- 三山橋
- 丸川橋

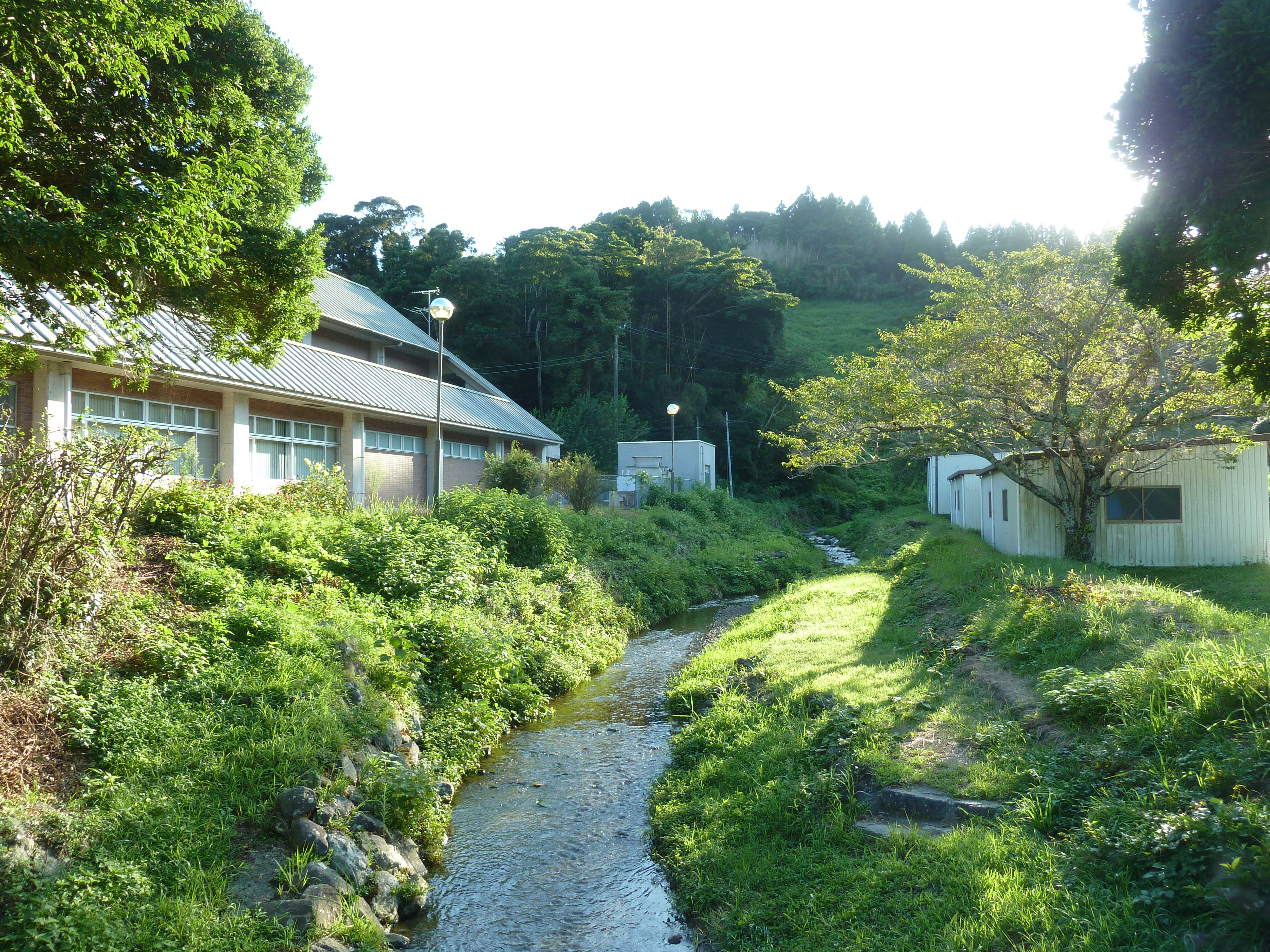
源流部（嶺岡2号橋より上流方）

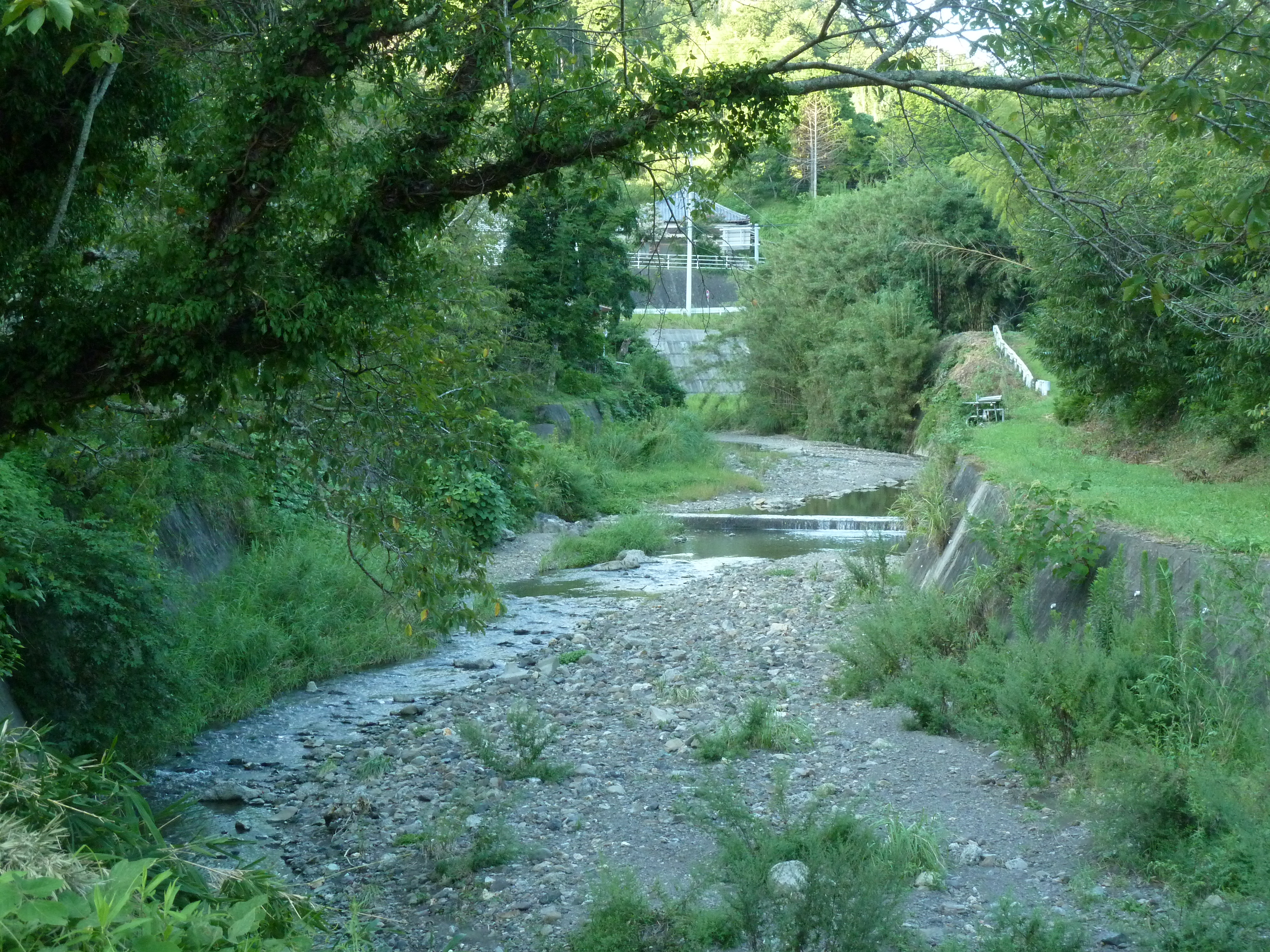
上流部（御嶽橋付近）

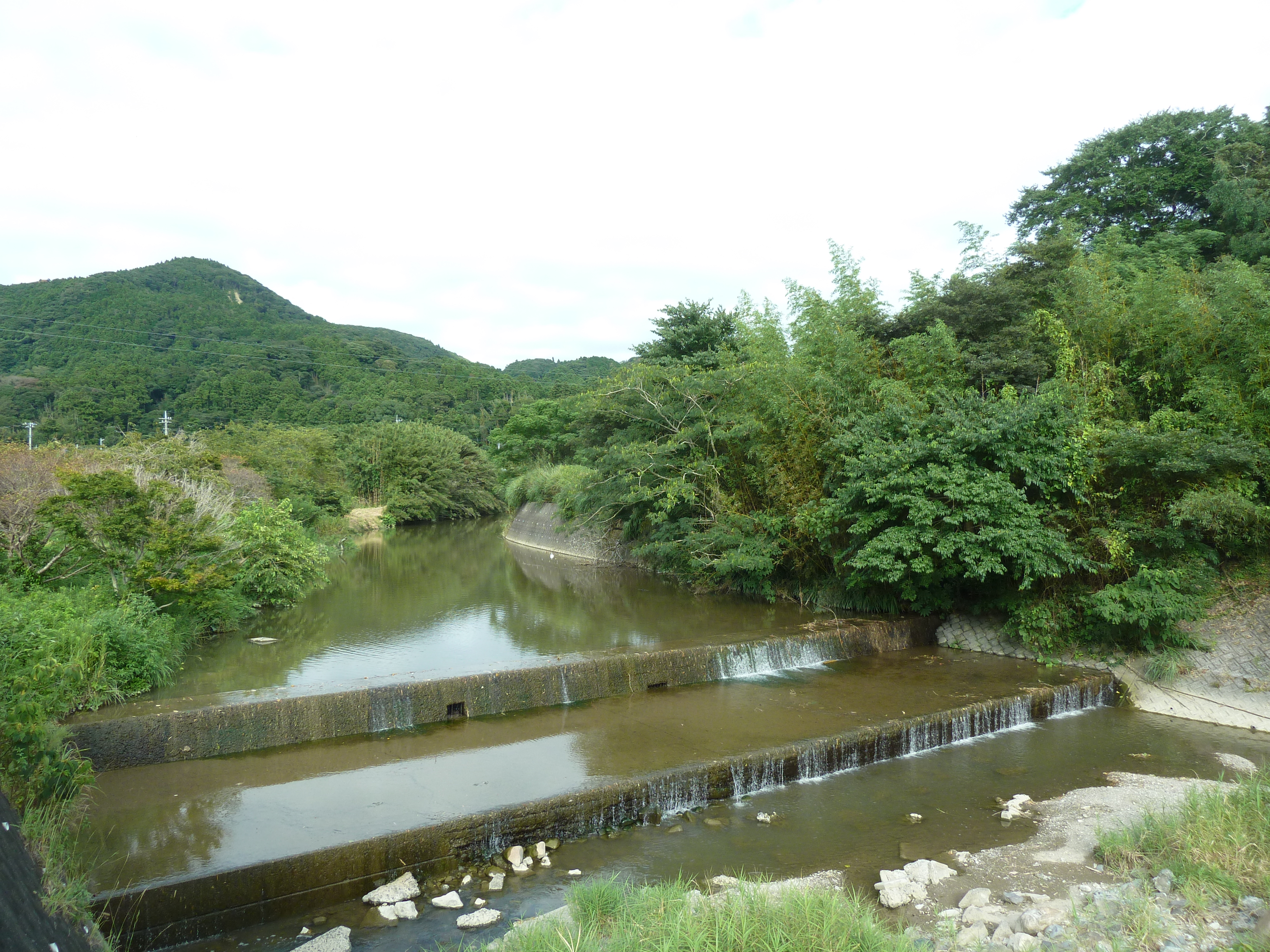
中流部（宮下付近）

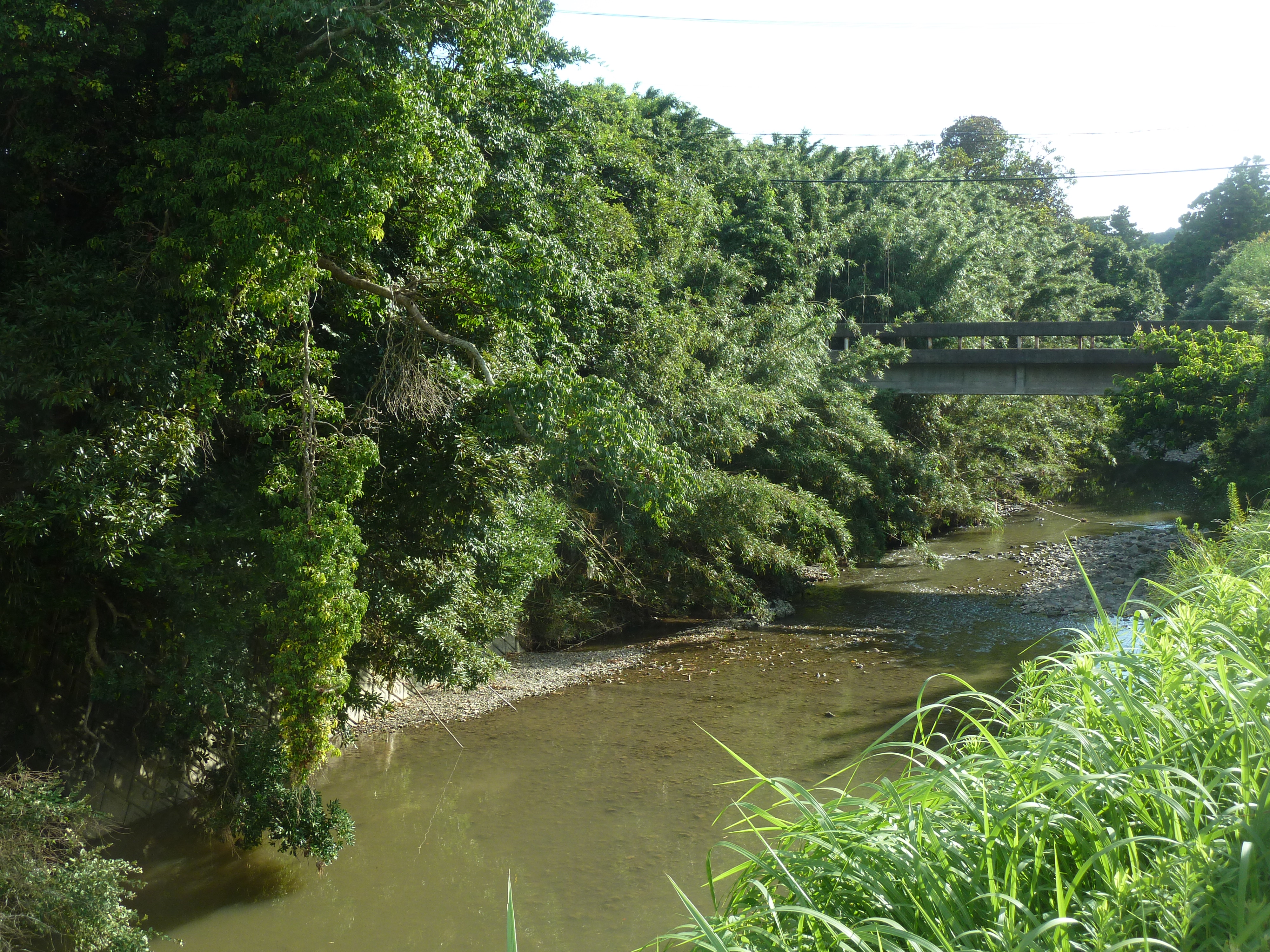
中流部（丸川橋）

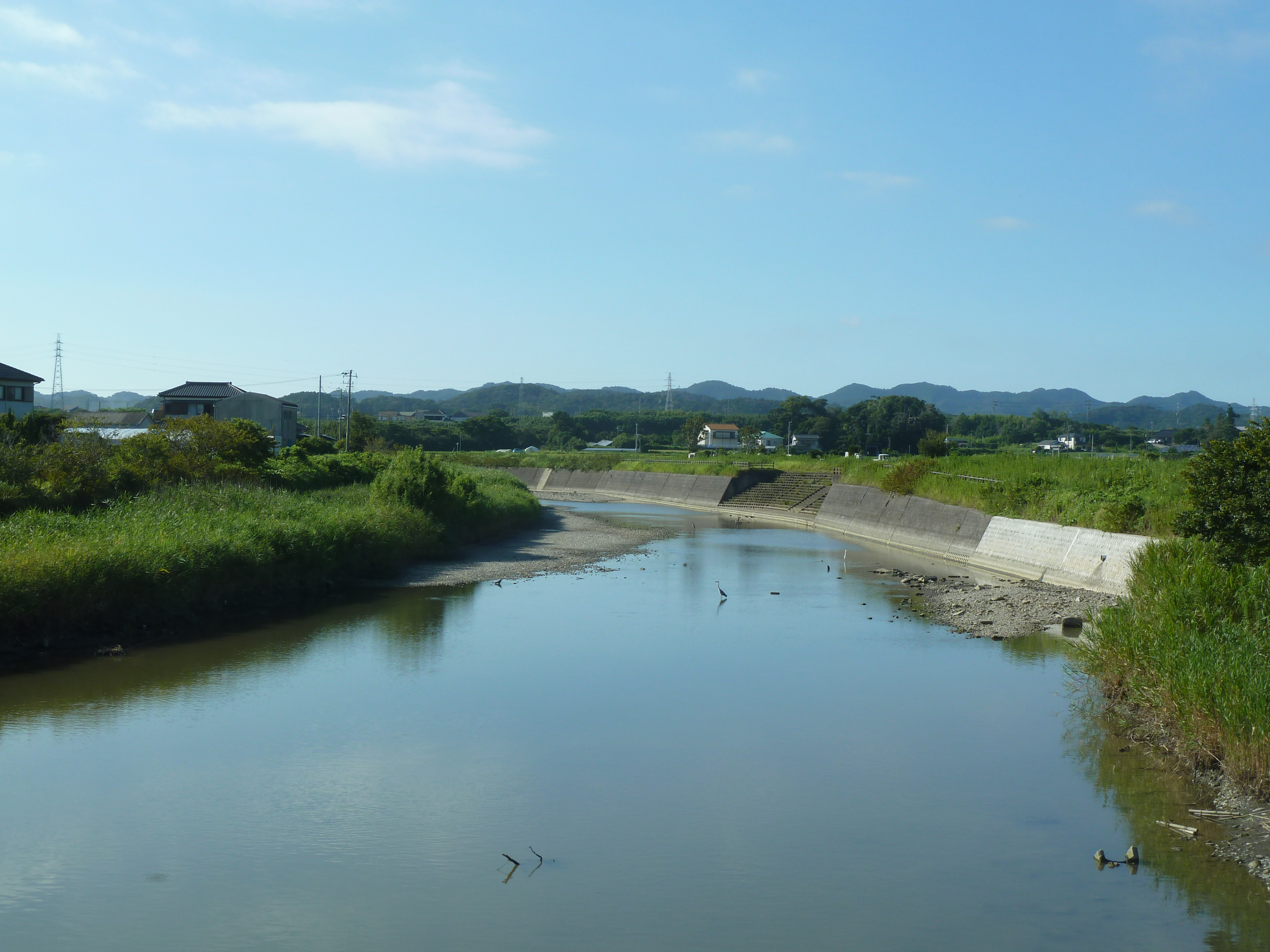
河口付近（川島橋より上流方）

- 城見橋 - 千葉県道296号和田丸山館山線
- 迎田橋
- 丸山中央橋 - 国道410号（安馬谷バイパス）
- 新田橋
- 岩渕橋
- 古川上橋
- 古川橋
- 朝夷橋 - 国道128号
- JR内房線橋梁
- 川島橋
- 丸山大橋 - 千葉県道297号和田丸山線（第2フラワーライン）